# Liste de livres de cuisine écrits au Moyen Âge
De nombreux livres de cuisine ont été écrits au Moyen Âge, principalement à partir du IXe siècle, soit en arabe pour les plus nombreux, en latin, soit dans diverses langues vulgaires européennes (allemand, anglais, catalan, danois, français, italien, espagnol).

## Recettes de cuisine

### Classement par ordre chronologique
- Kitab al-Tabikh de Ibrahim ibn al-Mahdî (écrit en arabe à Bagdad, début IXe siècle)
- Kitab al-Tabikh de Ibn Sayyar al-Warraq (écrit à Bagdad en 940)
- Kitab al-Tabikh de Muhammad bin Hasan al-Baghdadi (Bagdad 1226).
- Libellus de arte coquinaria (ouvrage écrit en danois avant 1250).
- Kitab al Waslat, traditionnellement attribué à Ibn al-Adim (Le Caire, vers 1270).
- Iamboninus Cremonensis, Liber de ferculis (avant 1300).
- Coment l'en deit fere viande e claree (avant 1300).
- Fudalat al-Khiwan de Ibn Razin al-Tuyibi (Al Andalus, avant 1300).
- Kitab al-Tabikh, Anonyme Andalou, livre et auteur (Al Andalus, avant 1300)
- Tractatus de modo praeparandi et condiendi omnia cibaria, avant/vers 1300, attesté pour la première fois dans un manuscrit copié vers 1304-1314, attestant d'une tradition antérieure
- Enseingnemenz qui enseingnent a apareillier toutes manieres de viandes, avant/vers 1300, attesté pour la première fois dans un manuscrit copié vers 1304-1314, attestant d'une tradition antérieure
- Viandier (version du Viandier de Sion, début XIVe siècle, livre de recettes de cuisine dont des versions antérieures sont attribuées à Guillaume Tirel, dit Taillevent).
- Kanz al-fawāʾid Fi Tanwi' Al-Mawa'id, auteur inconnu (Le Caire, début XIVe siècle).
- Libro della cocina (XIVe siècle).
- Libro per cuoco (XIVe siècle).
- Libre de totes maneres de confits, Luis Faraudo de Saint-Germain, XIVe siècle, (Barcelona),  (lire en ligne Julius Liebig Universität Gissen).
- Liber de coquina (avant 1309).
- Doctrina faciendi diversa cibaria (avant 1325).
- BL Royal 12.C.xii (manuscrit sans titre écrit entre 1320 et 1340).
- Llibre de Sent Soví (milieu du XIVe siècle).
- Das Buch von guter Speise (vers 1350).
- The Forme of Cury (entre 1377 et 1400 ; livre attribué, par deux des manuscrits qui l'ont transmis, aux maîtres queux du roi Richard II d'Angleterre).
- Diversa servicia (1381).
- Modus viaticorum preparandorum et salsarum (avant 1390).
- Le mesnagier de Paris (traité d'économie domestique écrit vers 1393, transcription).
- Utilis coquinario (fin du XIVe siècle).
- Goud kokery (fin du XIVe siècle).
- Zahr al-ḥadīqa fī al-aṭʿima al-anīqa attribuée à Shihāb al-Dīn Aḥmad Ibn Mubārak Shāh (Le Caire XIVe siècle).
- Kitâb al-tibâkha, attribué à Ibn al-Mabrad ou Mubarrad (Damas, XIVe siècle).
- Ancient Cookery, livre écrit au début du XVe siècle.
- Liber curae cocorum, livre écrit au début du XVe siècle.
- Du fait de cuisine, Maître Chiquart, cuisinier du duc de Savoie Amédée VIII (vers 1420).
- Potages divers (livre écrit vers 1430).
- Registrum coquinae, Johannes Bockenheim, cuisinier du pape Martin V (vers 1435).
- Kochbuch Meister Eberhards, Maître Eberhard, cuisinier du duc Henri XVI de Bavière (avant 1450).
- BL Harleian 4016 (livre sans titre écrit vers 1450).
- Vivendier (livre écrit au milieu du XVe siècle).
- Recueil de Riom (livre écrit au milieu du XVe siècle).
- Libro de arte coquinaria, Maestro Martino da Como, cuisinier du cardinal Ludovico Treviziano, patriarche d'Aquilée (vers 1465). Ce traité marque une transition vers l'art culinaire de la Renaissance.
- A Noble Boke off Cookry (après 1467).
- Libre del coch, Roberto de Nola, cuisinier du roi Ferdinand Ier de Naples (vers 1477).
- Il cuoco Napoletano : livre d'un auteur inconnu de la fin du XVe siècle.

### Classement par langue du texte original
Marie Josèphe Moncorgé a établi une liste des livres de cuisine par langues en Europe, il y manque bien entendu les livres de cuisine écrit dans l'empire arabe hors d'Europe et les livres de cuisine en chinois.

#### Anglais
- Manuscrits anglo-normands (mi-13e)
- Doctrina faciendi diversa cibaria (1325) et Ancient Cookery (1381)
- The Forme of Cury (1390)
- Two Fifteenth Century Cookery Books ou Harleian
- Liber cure cocorum (1422-1471)
- A Noble Boke of Cookry... (XVe siècle)

#### Arabe
- Kitab al-Tabikh de Ibrahim ibn al-Mahdî (Bagdad, début IXe siècle)
- Kitab al-Tabikh de Ibn Sayyar al-Warraq (Bagdad en 940)
- Kitab al-Tabikh de Muhammad bin Hasan al-Baghdadi (Bagdad 1226)
- Kitab al-Tabikh Anonyme andalou, livre et auteur (Al-Andalus, vers 1280)
- Kitab al Waslat, attribué à Ibn al-Adim (Le Caire, vers 1270).
- Fudalat al-Khiwan de Ibn Razin al-Tuyibi (Al Andalus, avant 1300).
- Kitab al-Tabikh, Anonyme Andalou, livre et auteur (Al Andalus, avant 1300)
- Kanz al-fawāʾid Fi Tanwi' Al-Mawa'id, auteur inconnu (Le Caire, début XIVe siècle)
- Kitâb al-tibâkha, attribué à Ibn al-Mabrad ou Mubarrad (Damas, XIVe siècle).

#### Catalan
- El libre del coch de la Canonja de Tarragona (Roberto de Nola,1331)
- El libre de ventre
- Com usar de beure e menjar (1384)
- Libre de totes maneres de confits Un tratado manual cuatrocentista de arte de dulceria, Luis Faraudo de Saint-Germain, (Barcelona, XIVe siècle)
- Llibre de Sent Soví, Recetario de cocina catalana medieval (Luis Faraudo de Saint-Germain, Barcelona, 1324)
- Llibre d'aparellar de menjar
- Libre del coch (Robert de Nola. vers 1477)

#### Français
- Coment l'en deit fere viande eclaree (avant 1300).
- Viandier, Viandier de Sion, début XIVe siècle, Taillevent vers 1380).
- Enseingnemenz qui enseingnent a apareillier toutes manières de viandes ou Traité de faire, d'apareillier touz boires comme vin, claré, mouré e toz autres e d'apareillier et d'assouveir toutes viandes soronc divers usages de divers pais.(entre 1304-1308 et 1314-1320.probable copie d'un texte antérieur, Normand des royaumes de Sicile)[2].
- Modus viaticorum preparandorum et salsarum (vers 1380-1390 ?).
- Le Mésnagier de Paris (1393).
- Du fait de cuisine (Maître Chiquart, Savoie, 1420).
- Le recueil de Riom et la manière de henter soutillement (vers 1466).
- Platine en francoys (Lyon, 1505).
- Livre de cuysine tresutile et proufittable (1542).
- Le livre des confitures de Nostradamus : ...façon et manière de faire toutes confitures... (Lyon, 1555).
- Thresor de santé (1607).

#### Italien
- De quinquaginta curialitatibus ab mensam (Bonvesin da la Riva, en italo-lombard, Milan au XIIIe siècle)

- Anonimo Meridionale, Il libro della cocina ou Anonimo Toscano, Il libro per cuoco ou Anonimo Veneziano ou Anonimo Veneto, Frammento di un libro di cucina del secolo XIV. (ensemble inspiré du Liber de Coquina, latin)[3]
- Registrum coquine (Jean Bockenheim, vers 1430)
- Libro de arte coquinaria (Maestro Martino da Como, vers 1450)
- De honesta voluptate... (vers 1470)
- Recettes du cuisinier (Antonio Camuria 1524)
- Banchetti... (Cristoforo da Messisbugo, 1549)
- La Singolar Dottrina (Domenico Romoli, 1560)
- Opera (Bartolomeo Scappi 1570)

- Anonimo Napoletano ou Cuoco Napoletano (Naples fin du XVe siècle)

- Epulario e segreti vari, Trattati di cucina toscana nella Firenze Seicentesca. (Giovanni del Turco, 1602-1636)

#### Latin
- Libellus de arte coquinaria (ouvrage écrit en danois avant 1250).
- De quinquaginta curialitatibus ab mensam (XIIIe siècle)
- Antidotarium Mesuae (XIII siécle)
- Iamboninus Cremonensis, Liber de ferculis (avant 1300).
- Tractatus de modo praeparandi et condiendi omnia cibaria, (avant/vers 1300, cour angevine du royaume de Naples)
- Liber de Coquina (cour des Angevins du royaume de Naples, XIVe siècle) ce livre existe en 2 versions italiennes)[2].
- Libro per cuoco (XIVe siècle).

#### Néerlandais
- De Keuken van de late Middeleeuwen (1490-1520)
- Een notabel boecxken van cokeryen (~1514)
- Eenen nyeuwen coock boeck (1560)
- Eenen seer schoonen ende excellenten Cocboeck (1593)

#### Portugais
- O Livro de Cozinha da Infanta D. Maria de Portugal (composite, XIVe siècle).

## Traités sur l'alimentation
- De observatione ciborum, Anthimus, traité de diététique (début du VIe siècle).
- Opusculum de saporibus, Magninus Mediolanensis ou Maino de' Maineri, originaire de Milan, astrologue et médecin, mort vers 1364. Il séjourna à Paris vers 1326-1336[4] (écrit avant 1364).
- Com usar bé de beure e menjar, Franciscus Eiximenis, écrit à la fin du XIVe siècle[5].
- De honesta voluptate et valitudine, Bartholomaeus Platina (1474/1475).
- Summa lacticiniorum, Panthaleo de Conflentia, médecin des ducs de Savoie, professeur à l'université de Turin (1477).